# حسن بن علي الكفراوي
حسن بن علي الكفراوي الأزهري الشافعي (؟ - 1202هـ/1788م). هو نحوي وفقيه ومحدث مصريٌ، من بلدة كفر الشيخ، عاش في القرن الثاني عشر الهجري. يَعُدُّه مُؤرِّخُو النحو العربي من نحاة مصر وبلاد الشام.

## حياته
ولِدَ حسن بن علي في بلدة كفر الشيخ حجازي بالقرب من المحلة الكبرى شمال مصر، نشأ في مسقط رأسه وبدأ تعليمه هناك حيث حفظ في المحلة القرآن الكريم وبعض المتون، ثُمَّ انتقل بعذ ذلك إلى القاهرة وأخذ عن علماء وشيوخ عصره، وتتلمذ هناك لدى أحمد السجاعي وعمر الطحلاوي ومحمد الحفني وعلي الصعيدي. تعمَّق الكفراوي بدراسة علوم اللغة والدين حتى صار أحد أعلام عصره ومن أهم علماء مصر في ذلك الزمن، ثُمَّ بدأت علاقته مع الأمير محمد بك أبي الدهب، قبل أن ينفصل الأمير بإمارته، فأحبَّه محمد بك وكان يحضر دروسه في المسجد، وعيَّنه رئيساً للجامع الذي بناه بجانب الأزهر، ووضع قضاء الشافعية ورئاسة المذهب بيديه، واشتغل الكفراوي بعد ذلك بالتدريس. وصف الجبرتي شخصيته في «تاريخ عجائب الآثار»: «كان قوي البأس، شديد المراس، عظيم الهمة والشكيمة، ثابت الجنان عند العظائم، يغلب على طبعه حب الرياسة والحكم والسياسة، ويحب الحركة بالليل والنهار، ويمل السكون والقرار، وذلك مما يورث الخلل، ويوقع في الزلل، فإن العلم إذا لم يقرن بالعمل ويصاحبه الخوف والوجل ويجمل بالتقوى ويزين بالعفاف ويحلى باتباع الحق والإنصاف أوقع صاحبه في الخذلان، وصيره مثلة بين الأقران». تُوفِّي حسن بن علي الكفراوي في سنة 1202 من التقويم الهجري في مدينة القاهرة، وصُلِّيَ عليه في الأزهر الشريف ودُفِنَ بتربة المجاورين.

## مؤلفاته
تُنسب إليه المؤلفات التالية:
- «شرح الكفراوي على الآجرومية» (في النحو، أشهر أعماله، يشرح فيه كتاب الصنهاجي الآجرومية).
- «إعراب الآجرومية» (في النحو).
- «الدر المنظوم بحل المهمات في الختوم» (في الفقه الشافعي).
- «رسالة في الأحكام المتحيرة»(في الفقه الشافعي).